# 新斯大林主义
新斯大林主义（俄语：Неосталинизм）指怀念斯大林时代的人士提倡正面看待约瑟夫·斯大林在历史中的角色、在某些方面部分复辟斯大林的政策。这种思想很大程度上与新苏维埃主义及怀念苏联时代的情怀交叉重叠，相关定义在近年来陆续出现。

## 定义

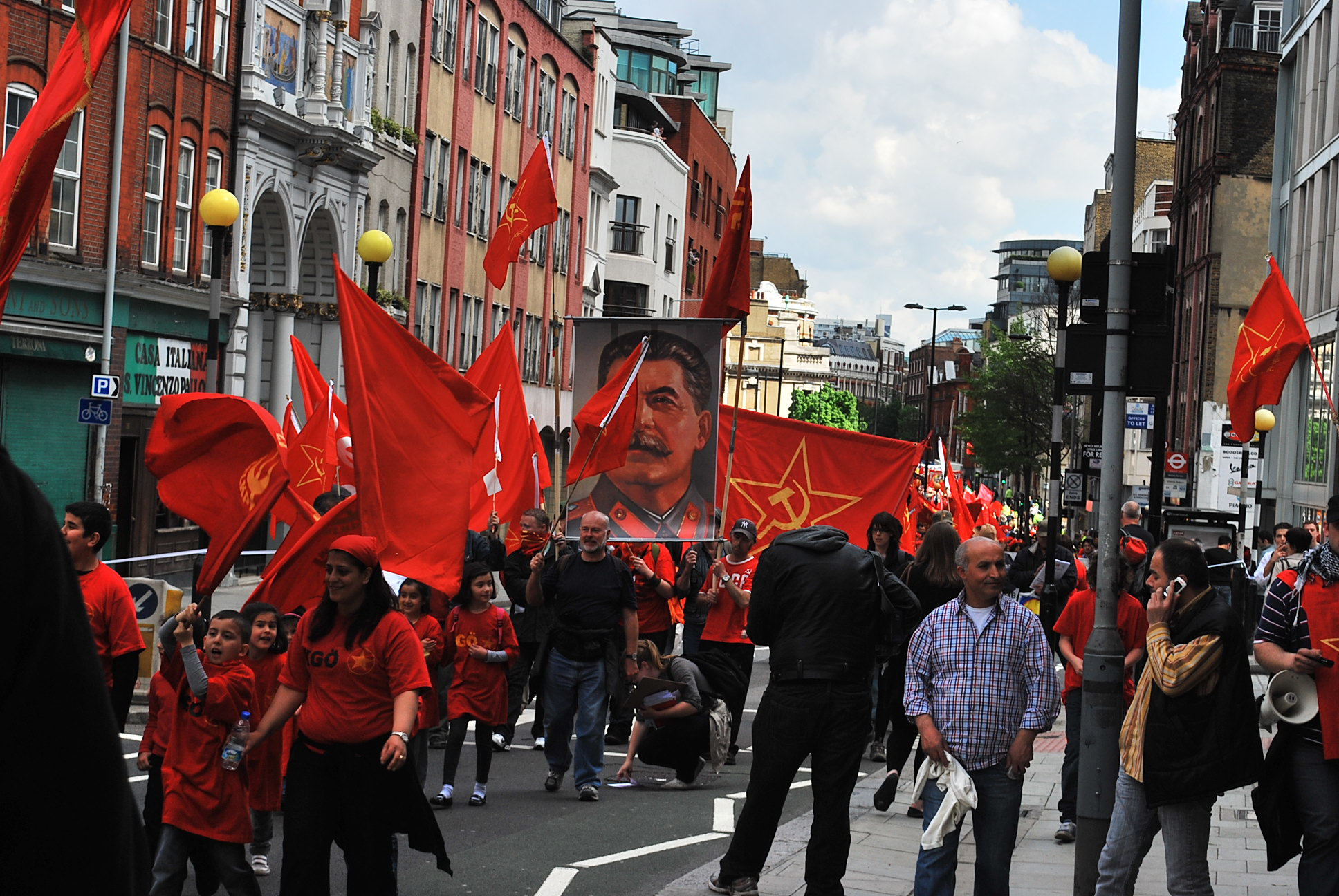
2010年伦敦五一劳动节游行民众高举约瑟夫·斯大林肖像

1948年，美国托洛茨基主义者哈爾·卓普用“新斯大林主义”一词形容苏联政策的新发展，将这种转变定义为保守趋势，认为其开始与1930年代中期的人民阵线时期关系密切。他表示：“新斯大林主义的意识形态理论家只是法西斯主义和斯大林主义现象提前射出的卷须，他们把这种现象勾勒为新野蛮主义的社会及政治形式。”
1960年代，美国中央情报局区别看待斯大林主义和新斯大林主义，认为“苏联领导人还未退回到斯大林统治时期的两个极端（即一人独裁和群众清洗运动）。出于这个原因，他们的政策应该被列为‘新斯大林主义’，而非‘斯大林主义’”。
历史学家卡特琳娜·克拉克（Katerina Clark）发现1960年代苏联文学世界有一股亲斯大林、反赫鲁晓夫的潮流，“新斯大林主义”作家的作品反复提到“斯大林时代和斯大林本人”，称之为“团结的时代、强力的统治和国家的荣耀”。1975年，历史学家罗伊·梅德韦杰夫将新斯大林主义定义为平反斯大林、认同斯大林及相关的政治制度、怀念俄罗斯历史的斯大林时代、恢复斯大林政策、回到斯大林时期对政府的大清洗，同时避免采取过于极端的手段。
1999年，政治地理学家丹尼斯·J·B·肖（Denis J. B. Shaw）认为苏联在1985年过渡到资本主义社会前奉行新斯大林主义。他认为新斯大林主义是奉行计划经济、军事工业复合体极为发达的政治体制
2003年，哲学家弗雷德里克·科普尔斯顿将新斯大林主义形容为“强调俄罗斯和俄罗斯历史的斯拉夫主义”，认为“所谓的新斯大林主义不单展现控制、占领、压迫、骑兵（征服）的欲望，还希望俄罗斯在使用西方科学技术的同时避免被西方的‘堕落’态度污染，走自己的道路。”
2006年，前苏共中央总书记米哈伊尔·戈尔巴乔夫认为“新斯大林主义”泛指没有大规模政治迫害但迫害政治反对派、全面控制国内一切政治活动的温和斯大林主义国家。
历史学家亨利·赖希曼（Henry Reichman）在专著《再看斯大林主义》（Reconsidering Stalinism）中提到斯大林主义一词用法的不断发展，表示“学术界在这个地方用‘斯大林主义’形容经济、政治或社会体制，在那个地方用来形容一种政治实践或信仰体系”。他提到历史学家斯蒂芬·科恩（Stephen Cohen）的著作将后斯大林时代的苏联历史重新定义为“反斯大林主义改革派和新斯大林主义保守派持续不断的拉锯战”，但觉得这种描述没有“全面地”概括斯大林主义，一些主要特征就没有被提到。

## 新斯大林主义国家
历史学家和政治学家将尼古拉·齐奥塞斯库统治的罗马尼亚定义为新斯大林主义国家。阿尔巴尼亚领导人恩维尔·霍查自认新斯大林主义者，觉得自己的意识形态霍查主义有斯大林主义的一些成分。斯大林去世后，霍查大肆批评斯大林继任者尼基塔·赫鲁晓夫是改革派，最终会迫使阿尔巴尼亚撤出华沙条约组织。人民派统治下的阿富汗也被认为是新斯大林主义国家，相关政策震慑了这个国家，引爆了苏阿战争。西方媒体也将朝鲜定义为新斯大林主义国家，认为1970年代官方认定的意识形态主体思想是改良版的马克思列宁主义，尽管1992年的宪法修订案彻底删除对马列主义的描述，2009年的修订增加共产主义的描述。
部分社会主义组织（包括托洛茨基主义的争取工人自由联盟）认为当代中国是新斯大林主义国家，中美关系政治学家裴敏欣认为习近平上台后以吸取苏联垮台教训的名义加速集权、加强一党专政的路线为“新斯大林主义”。到20世纪末21世纪初，土库曼斯坦薩帕爾穆拉特·阿塔耶維奇·尼亞佐夫的非共产主义政权也时不时被称为新斯大林主义国家，个人崇拜现象受到特别关注。1989年到2016年乌兹别克斯坦伊斯蘭·卡里莫夫的非共产主义独裁政权也被视为新斯大林主义。

## 在苏联的发展
1956年2月，苏联最高领导人尼基塔·赫鲁晓夫在苏共二十大发表报告，公开批评斯大林的个人崇拜及大清洗时期发生的犯罪行为。这场长达四个小时的讲话《关于个人崇拜及其后果》彻底批评了斯大林政权。历史学家罗伯特·V·丹尼尔斯（Robert V. Daniels）认为“斯大林本人退出舞台后，新斯大林主义在苏联盛行了四分之一个世纪”。托派将斯大林的政策理解为偏离马列主义的道路后，乔治·诺瓦克认为赫鲁晓夫的政策受“新斯大林主义路线”的引导，原则是“在内部阶级势力例证（非外部苏维埃例证）的影响下，社会主义力量能战胜一切反对派，即便是在帝国主义者的中心”，可以参照“赫鲁晓夫在苏共二十大上的创新让斯大林的修正主义做法成为官方学说，新纲领摒弃了列宁主义对帝国主义的看法及相应的革命阶级斗争政策”。1950年代后期，美国对欧洲的广播形容“老斯大林主义者”和“新斯大林主义者赫鲁晓夫”有一场政治角力。
1964年10月，赫鲁晓夫被列昂尼德·勃列日涅夫夺权，掌权到1982年11月去世。勃列日涅夫治下，斯大林的争议被淡化。安德烈斯·莱亚佩（Andres Laiapea）认为“大量异见人士被流放”与这种政策有关，尽管“复辟斯大林主义与勃列日涅夫建立个人崇拜齐头并进”。政治社会学家维克托·扎斯拉夫斯基认为勃列日涅夫时代是“新斯大林主义妥协的时期”，因为与斯大林有关的政治气氛中的部分元素在没有个人崇拜的情况下得以保留。亞歷山大·杜布切克认为勃列日涅夫政权的到来代表着新斯大林主义的到来，1968年对捷克斯洛伐克采取的措施最终兼并了苏联、波兰、匈牙利及其他国家的新斯大林主义力量。勃列日涅夫认为中国的政治路线是“新斯大林主义”。美国政治学家塞维林·比亚勒认为勃列日涅夫死后苏联政策转向新斯大林主义。
1985年3月，米哈伊尔·戈尔巴乔夫掌权，开始推崇开放政策，允许民众自由讨论苏联体制。不到六年，苏联解体。尽管如此，戈尔巴乔夫还是在2000年承认“现代的俄罗斯也有同样的问题，很难放下从斯大林主义和新斯大林主义继承下来的遗产，一样是车轮上的齿轮，一样由当权者替他们做出所有决定”。部分西方媒体将戈尔巴乔夫的国内政策视作新斯大林主义。

## 后苏联时代俄罗斯
2016年，政治学家托马斯·夏洛克（Thomas Sherlock）认为俄罗斯在某种程度上撤回了新斯大林主义政策。他表示：“克里姆林宫不愿发展施行推崇沙文主义、超国家主义及去斯大林化的社会历史叙事。尽管相关议题得到现任精英及社会人士的部分支持，但仍处于次要地位。相反，政权如今不断支持用批判的态度评价苏联时期，包括新斯大林主义。为了实现领导层眼中重新接触西方社会等重要目标，批评苏联过去的声音新出现。为此，克里姆林宫最近批准了批评苏联历史的新版历史教科书，启动一项纪念苏联政治迫害遇难者的项目。”

### 舆论观点

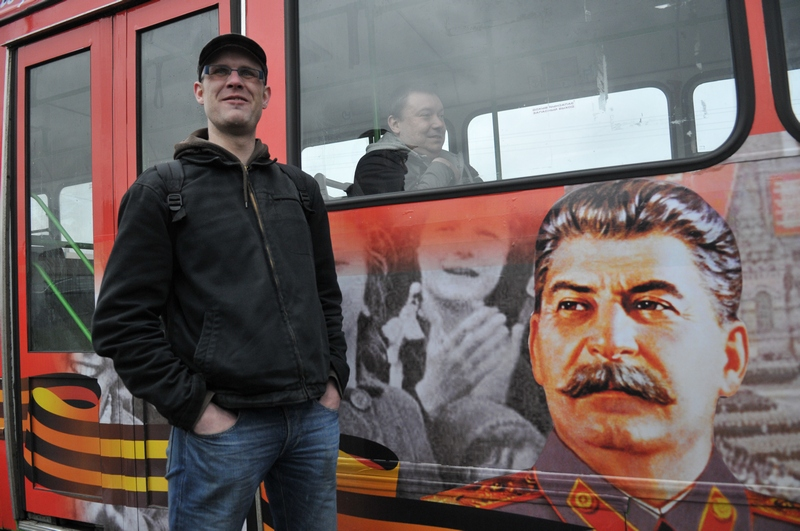
圣彼得堡一辆涂有斯大林肖像的公交车，背景是苏联人民庆祝苏联赢得第二次世界大战

根据2008年的一项调查，过半数俄罗斯民众对斯大林持正面看法，部分人支持重建1991年苏联解体后被俄罗斯领导人及抗议民众毁坏的斯大林纪念碑。列瓦达中心一项调查显示过去20年来斯大林在俄国民众心目的人气激增三倍，且在弗拉基米尔·普京掌权以来迅速飙升。
2019年4月，列瓦达中心民意调查显示七成俄罗斯民众赞成斯大林的历史角色，创下历史以来新高，51%的受访者对斯大林持正面看法。
安德鲁·奥斯本注意到斯大林的雕像“开始重新出现”，纪念他的博物馆在伏尔加格勒（前称斯大林格勒）开放。美联社的斯蒂夫·盖特曼（Steve Gutterman）引述莫斯科俄罗斯历史研究所副所长弗拉基米尔·拉夫罗夫的话，表示近年来俄罗斯大约有10座斯大林雕像被重建或落成。2013年12月，普京称斯大林不比17世纪英格兰军事独裁者奥利弗·克伦威尔“狡猾”。

### 学校教育

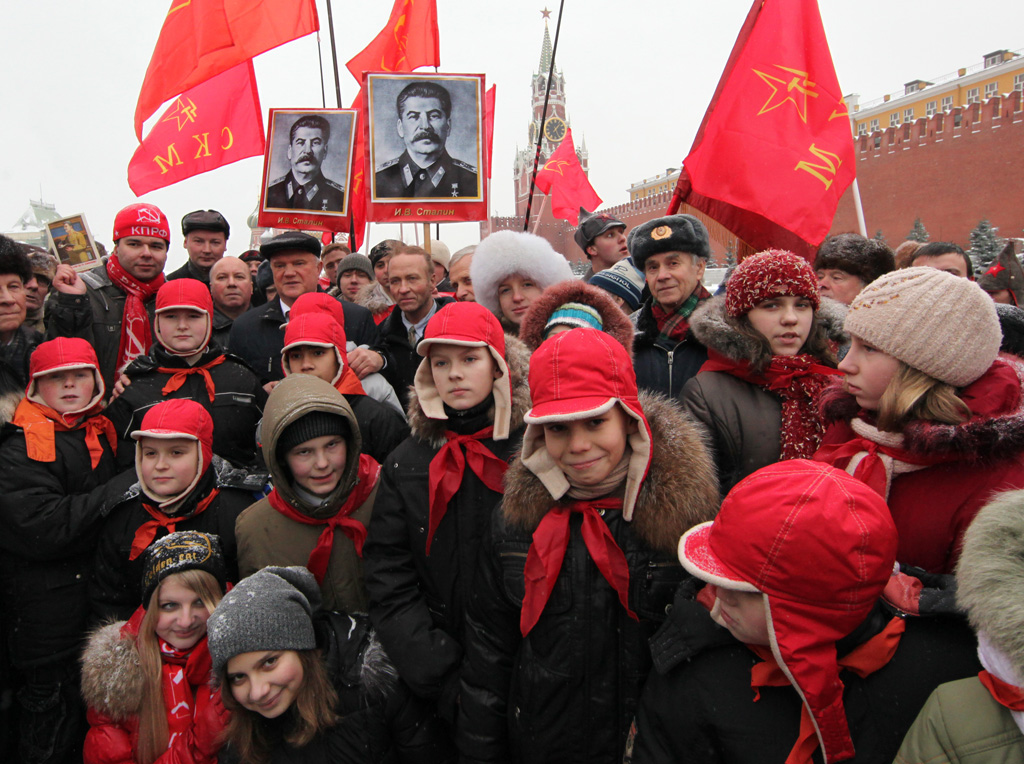
2009年，斯大林主义活动人士向斯大林墓敬献花圈

2007年6月，俄罗斯总统弗拉基米尔·普京组织高中历史老师召开会议，推广名为《现代俄罗斯历史（1945–2006）历史教师用书》（A Modern History of Russia: 1945–2006: A Manual for History Teachers）的书册，当中内容被人权组织纪念负责人伊琳娜·弗莱格（Irina Flige）形容把斯大林描绘成“做事理性”的成功领导者，虽然残暴，认为有关说法将斯大林的恐怖行为合法化为“发展工具”。会上，普京表示新手册“有助于培养年轻人的国家自豪感”，认为斯大林发动的大清洗与美国在广岛和长崎原子弹比起来不值一提。在纪念斯大林受害者的活动上，普京表示俄罗斯人在铭记过去悲惨历史的同时，应该着眼于国家最好的方面。
俄罗斯政府允许教师和学校自行从受批准教科书清单中选择历史教材，当中包括48本小说历史教材和24本高中历史教材，由不同作者编写。
2009年9月，俄罗斯教育部宣布将苏联禁书《古拉格群岛》列为高中生必读书目。这本由历史学家亚历山大·索尔仁尼琴撰写的著作详细记录了苏联的古拉格劳改营制度。在此之前，当局将索尔仁尼琴的短篇小说《Matryonin dvor》和长篇小说《伊凡·杰尼索维奇的一天》列为必读书目，两部作品记载了一位劳改犯的一天。

### 历史研究
2009年，有报道指俄罗斯政府计划中否认苏联在二战期间战胜法西斯主义、对东欧的解放发挥作用的行为和表述列为刑事罪行。2009年5月，总统德米特里·梅德韦杰夫称二战时期的苏联是“我们的国家”，并设立历史真相委员会，专门打击克里姆林宫所谓的“篡改俄罗斯历史”行为。
2009年7月3日，在歐洲安全與合作組織年度议会会议上，俄罗斯代表团离场抗议立陶宛及斯洛文尼亚代表团起草的一项将二战以来的苏联等同于纳粹德国的议案。该议案呼吁每年8月23日《苏德互不侵犯条约》纪念日当天纪念斯大林主义和纳粹主义受害者。俄罗斯国家杜马外交关系委员会主席康斯坦丁·科萨乔夫认为决议“意图改写二战历史”。俄罗斯代表团团长亚历山大·科兹洛夫斯基（Alexander Kozlovsky）认为动议是“带有侮辱性的反俄攻击”，觉得“将纳粹主义与斯大林主义放在同一层面的人忘记斯大林时期的苏联对欧洲反法西斯战争的牺牲最大，贡献也最大”。385名议会代表中，只有8人投票反对。

### 库尔斯克车站铭牌风波
2009年8月底，莫斯科地铁庫爾斯克車站重新挂上苏联国歌片段的镀金标语牌，放在八座社会主义现实主义雕塑下方。其中一块铭牌写着“斯大林教导我们应忠于人民，并激励着我们去建立功勋”，1950年代去斯大林化时期被摘下。另一块铭牌写着“为了祖国！为了斯大林！”。相关铭牌在地铁公司负责人德米特里·加耶夫下令恢复，他表示此举意在恢复车站的历史风貌：“我对这个报道的态度很简单，这些铭牌自库尔斯克车站落成之初就存在，应该留在这里。”
人权组织纪念负责人阿尔塞尼·罗金斯基（Arseny Roginsky）认为铭牌被摘是眼下去斯大林化运动的成果，批评当局把斯大林的名字当成威权主义大国的象征，以此震慑全世界。其他人权组织及斯大林迫害运动的幸存者致信莫斯科市长尤里·米哈伊洛维奇·卢日科夫，要求拿下相关装饰品。
国际文化交流总统特别代表米哈伊尔·什维德科伊回应相关争议时表示：“依我看来，争论这些铭文是否应该存在于莫斯科地铁不是在质疑莫斯科市长的能力，也不是在质疑莫斯科地铁负责人的能力。就算没有这个决定，原本已经政治化且矛盾激烈的社会也会破裂。我觉得这些关于斯大林的话能否出现在库尔斯克车站大厅的问题应由城里的公民讨论。”他认为斯大林对苏联乃至俄罗斯人民的所作所为不值得尊重，不会以中立的态度看待，更不用说赞扬了。然而，他认为大众“需要记住你们的屠夫”，没有这些记忆，这些屠夫“就会再次出现在我们当中”。他认为问题在于社会必须记住“斯大林是暴君”，所以应该把铭牌当成对“斯大林性格的某种态度”来阅读，这样才是正确的含义。他又表示，如果库尔斯克车站大堂是建筑与文化的纪念碑，这些铭牌就应该留下，因为“摘下铭牌是破坏行为”。

### 观点
俄罗斯科学院欧洲研究院独联体研究中心主任德米特里·弗曼认为俄罗斯政府的新斯大林主义“不是意识形态上的斯大林主义”，斯大林主义是“为了掌权而掌权，不是为了世界革命掌权”。
2005年，俄罗斯联邦共产党主席根纳季·久加诺夫表示俄罗斯“应该再一次表彰斯大林”，因为斯大林“建设社会主义国家、从纳粹大劫难中拯救人类文明有功”。他认为斯大林“不需要平反”，并提议将伏尔加格勒的名字改回斯大林格勒。2010年，久加诺夫表示：“在今天，斯大林时代的伟大成就不言而喻，就连最憎恨他的人也这样认为。我们解放了全世界！”
2008年，德米特里·普契科夫批评当局复兴反斯大林政治宣传潮流，分散大众对热点问题的关注。在2008年12月采访中，普契科夫提出疑问：“电视界掀起了又一波‘揭露斯大林主义恐怖面目的浪潮’，这究竟是为了应付即将到来的危机，还是精神状况恶化的又一个结果？（主持人）德米特里·尤里耶维奇，你怎么看？”普契科夫随后回答道：“这波浪潮之所以出现，是为了分散大众对眼下问题的关注。你没考虑你们的养老金问题，没考虑教育问题，斯大林主义的恐怖面目到底有什么值得关注的。”
俄罗斯作家谢尔盖·卡拉-穆尔扎认为妖魔化俄罗斯的趋势不止出现在波兰、乌克兰和捷克，还出现在俄罗斯本身。他认为这是一门好生意，以前妖魔化苏联也是好生意：“既然我们的国家同样拥有（波兰那样）享尽国家利益的专家、哲学家和历史学家（对我们来说多到危险且致命），我们为什么要像波兰人（攻击我们）那样攻击波兰人？”

## 延伸阅读
- Khapaeva, Dina. "Triumphant memory of the perpetrators: Putin's politics of re-Stalinization." Communist & Post-Communist Studies (March 2016), pp 61–73. celebrations of Stalin's memory in Russia today. 在线阅读 （页面存档备份，存于）
- Khapaeva, Dina. "Historical memory in post-Soviet Gothic society." Social Research (2009): 359–394. 在线阅读 （页面存档备份，存于）
- Sherlock, Thomas. "Russian politics and the Soviet past: Reassessing Stalin and Stalinism under Vladimir Putin." Communist and Post-Communist Studies 49.1 (2016): 45–59. 在线阅读 （页面存档备份，存于）
- Torbakov, Igor. "History, Memory and National Identity: Understanding the politics of history and memory wars in post-Soviet lands." Demokratizatsiya 19.3 (2011): 209+ 在线阅读 （页面存档备份，存于）
- Tumarkin, Maria M. "The Long Life of Stalinism: Reflections on the Aftermath of Totalitarianism and Social Memory." Journal of social history 44.4 (2011): 1047–1061.